# Замок Рахмайнс
Замок Рахмайнс (англ. Rathmines Castle) — один из замков Ирландии, графство Дублин на земле Рахмайнс. Замок был снесен в XX веке во время перестройки Дублина.
Замок Рахмайнс в свое время описывали как одну из крупнейших аристократических резиденций возле Дублина. Замок был резиденцией Дж. Т. Пурсера, эсквайра. Это было укрепленное поместье с зубчатыми стенами. В 1833 году замок описывали как старинное здание в плохом состоянии с башнями в норманнскому стиле, соединенными стенами, с различными элементами крепости, которые сохранились лишь как имитация. Когда-то он строился для обороны, но затем неоднократно перестраивался и в XIX веке уже был очень запущен. Некоторое время им владел полковник Вайнн. Замок был снесен, на его месте была построена церковь, церковный колледж Трайнинг и школу Килдар-скул, перемещенная сюда из графства Килдар в 1969 году.
Замок Рахмайнс имеет свою долгую, хоть и туманную историю, начиная с XIV века. В то время земли Рахмайнс были частью церковных земель, которые называли Куаллу (ирл. Cuallu) или Куаллан (ирл. Cuallan), позже здесь находился приход Кулленстоун. Земли Куаллу упоминаются в церковных документах 1326 года как часть усадьбы Святого Сепульхра (имение архиепископа Дублина). Земельные владения Рахмайнс были урегулированы в 1350 году. Земли Рахмайнс стали частью баронства Апперкросс. В более поздние времена земли Рахмайнс стали популярным пригородом Дублина, где состоятельные аристократы строили себе особняки и замки. Особняк, который называли замок Рахмайнс был построен в XVII веке, затем был перестроен в XVIII веке.
На месте, где потом был построен замок Рахмайнс в 1649 году состоялась кровавая битва между войсками Оливера Кромвеля и войсками ирландских роялистов, в сражении погибло более 5000 человек,
В XIX веке возле замка располагался модный курорт — сюда приезжали «на воды». Местную воду считали целебной. В 1872 году местную воду высоко оценил доктор О’Лири.